# 上海イタリアンクラブ

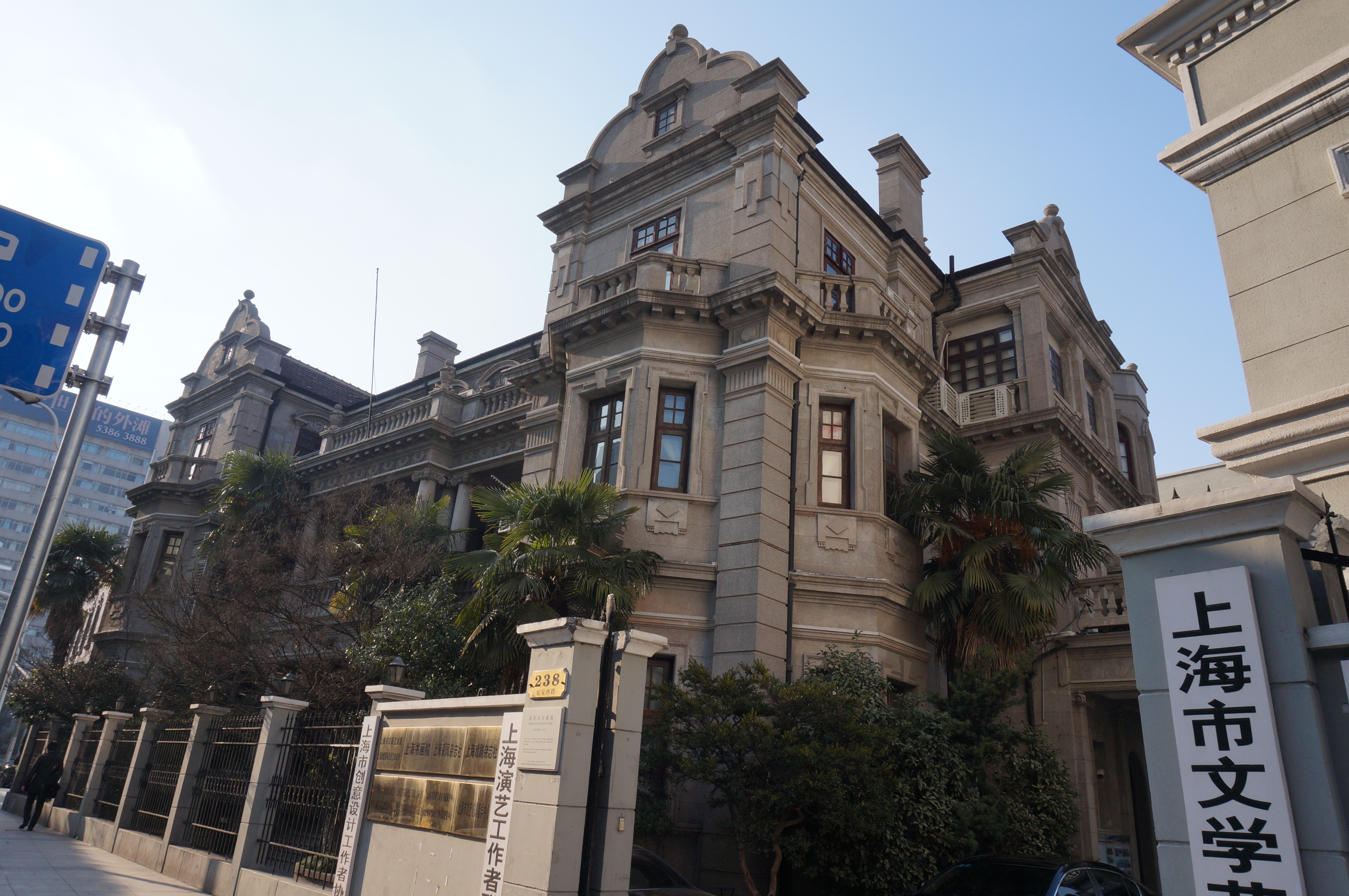
上海イタリアンクラブ

上海イタリアンクラブは上海市の歴史建築である。静安区延安西路238号に位置し、1925年に竣工した。外観はフランスルネサンス期のスタイルであり、三階建てである。この建物は現在、上海市文学芸術界連合会のオフィスである。
上海イタリアンクラブは1994年から上海市優秀歴史建築に入選した。